# Kazimierowo (województwo wielkopolskie)
Kazimierowo – wieś w Polsce położona w województwie wielkopolskim, w powiecie konińskim, w gminie Wierzbinek.
Etymologia nazwy wsi wywodzi się najprawdopodobniej od imienia Kazimiera, które upowszechniło się po XVII w. W 1882 miejscowość, będąc kolonią, zapisywana była jako Kaźmierów.
W latach 1975–1998 miejscowość administracyjnie należała do województwa konińskiego. W roku 2011 liczyła 56 mieszkańców, w tym 24 kobiety i 36 mężczyzn.

Zobacz też: Kazimierowo, Kazimierów